# Lista över flygpionjärer

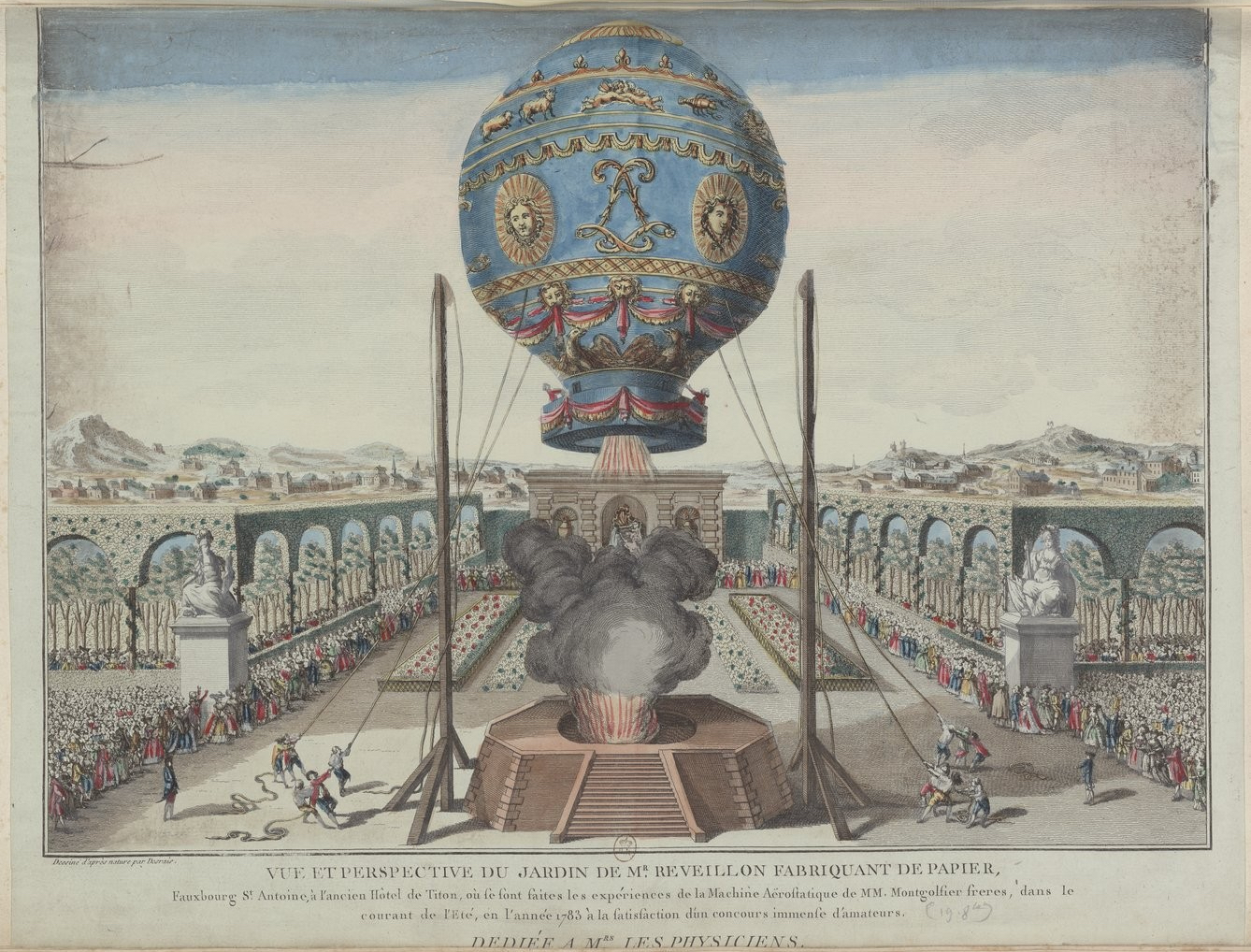
Montgolfière

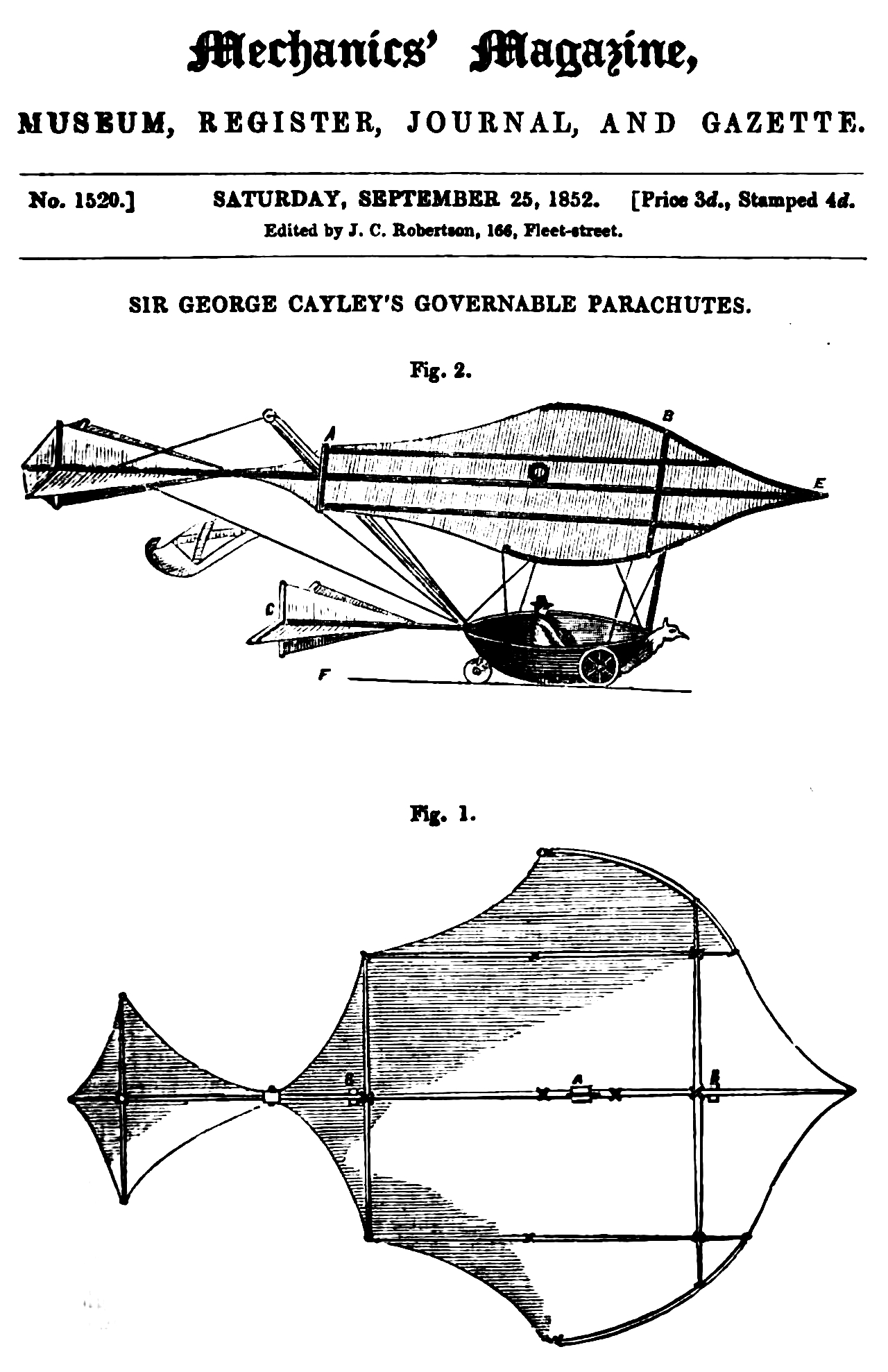
Skiss över Cayleys glidflygplan

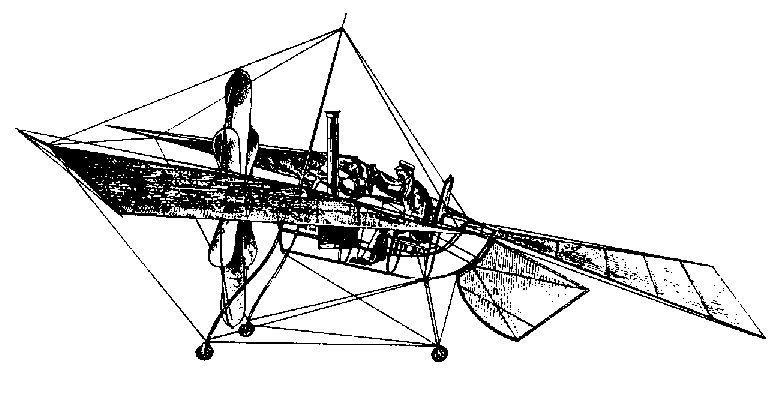
Felix du Temples monoplan

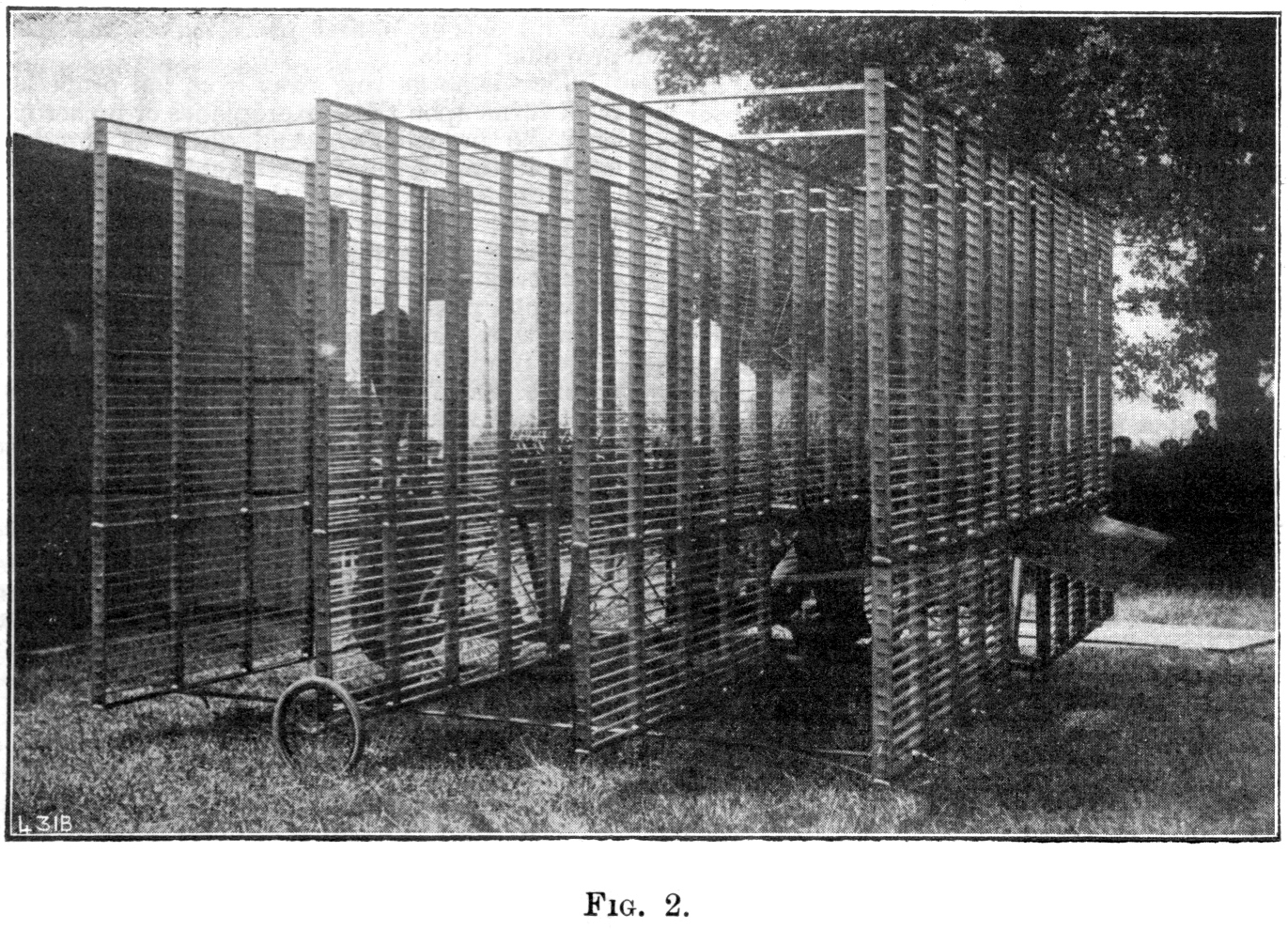
Phillips vingkonstruktion

Människan kan flyga enligt två principer: antingen enligt principen lättare än luft (där det hela började), eller enligt principen tyngre än luft, som var svårare att bemästra men blev den segrande. 
Bröderna Montgolfier genomförde 1783 den första bemannade flygningen i en varmluftsballong, tvärs över Paris i Frankrike,

## Milstolpar i utvecklingen av flygplan tyngre-än-luft
- 1804 utvecklade George Cayley, efter vetenskapligt genomförda försök,  den första modellen till ett glidflygplan med fast huvudvinge, på basis av förståelse för ”lift and drag”-krafter (krafter som lyfter respektive suger vingen uppåt). Modellplanet hade också rörligt stjärtplan.

- 1848 genomförde John Stringfellow den första flygturen med ett modellflygplan som drivs framåt av egen maskin i USA. Motorn var en ångmotor, flygplanets vingar hade en spännvidd på tre meter och flygturen var 250 meter lång.

- 1853 genomförde George Cayley med ett glidflygplan, ”New Flyer”, en tur med Cayleys betjänt ombord som tar denne tvärs över dalgången Brompton Dale i Yorkshire i England,  Detta var den första bemannade flygturen enligt principen tyngre än luft.

- 1874 genomförde Félix du Temple de la Croix i Frankrike den första luftskuttet med ett flygplan som drivs framåt med en slags ”extern” energi. du Temple genererade den kraften genom att springa nedför en ramp. Han kom en - två meter upp i luften.

- 1884 patenterade Horatio Frederick Phillips en serie aerodynamiskt riktiga vingkonstruktioner på basis av användande av "lyfta-och-suga-effekt".

- 1890 gjorde Clément Ader i Frankrike med det ångdrivna ”L'Eole” ett kort och okontrollerat skutt och flygplanet blir det första bemannade flygplan som lyfter av egen kraft.

- 1893 genomförde Otto Lilienthal i Tyskland de första flygturerna där piloten har kontroll och glidflyger upp emot 230 meter i en glidare med rörliga vingar

- 1896 genomförde  Samuel Pierpont Langley i USA den första uthålliga flygturen med ett obemannat motordrivet flygplan. Turen är 800 meter lång och tar 90 sekunder och flygplanet drivs av en miniatyr-ångmaskin.

- 1900 fick Carl Richard Nyberg sin ångdrivna Flugan att göra ett antal korta skutt på Askrikefjärden på Lidingö.

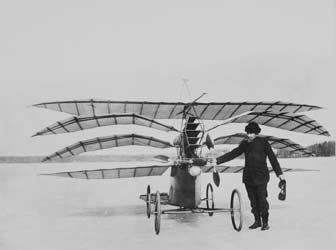
C R Nybergs Flugan

- 1901 genomförde Gustave Whitehead den första kontrollerade flygturen med ett bemannat flygplan med egen kraft i Fairfield, Connecticut. Turen var 800 meter lång och flygplanet kom som högst 15 meter över marken.

- Den 11 maj 1903 gjorde Richard Pearse den möjligen första ordentligt kontrollerade bemannade flygturen med flygmaskin som drevs av egen kraft i Nya Zeeland. Turen var omkring 900 meter lång och slutade med nödlandning efter att motorn blivit överhettad.

- Den 17 december 1903 lyckades Bröderna Wright med de första obestridligt verifierade kontrollerade och uthålliga bemannade flygturerna i ett flygplan som drevs för egen maskin i Kitty Hawk i North Carolina i USA.

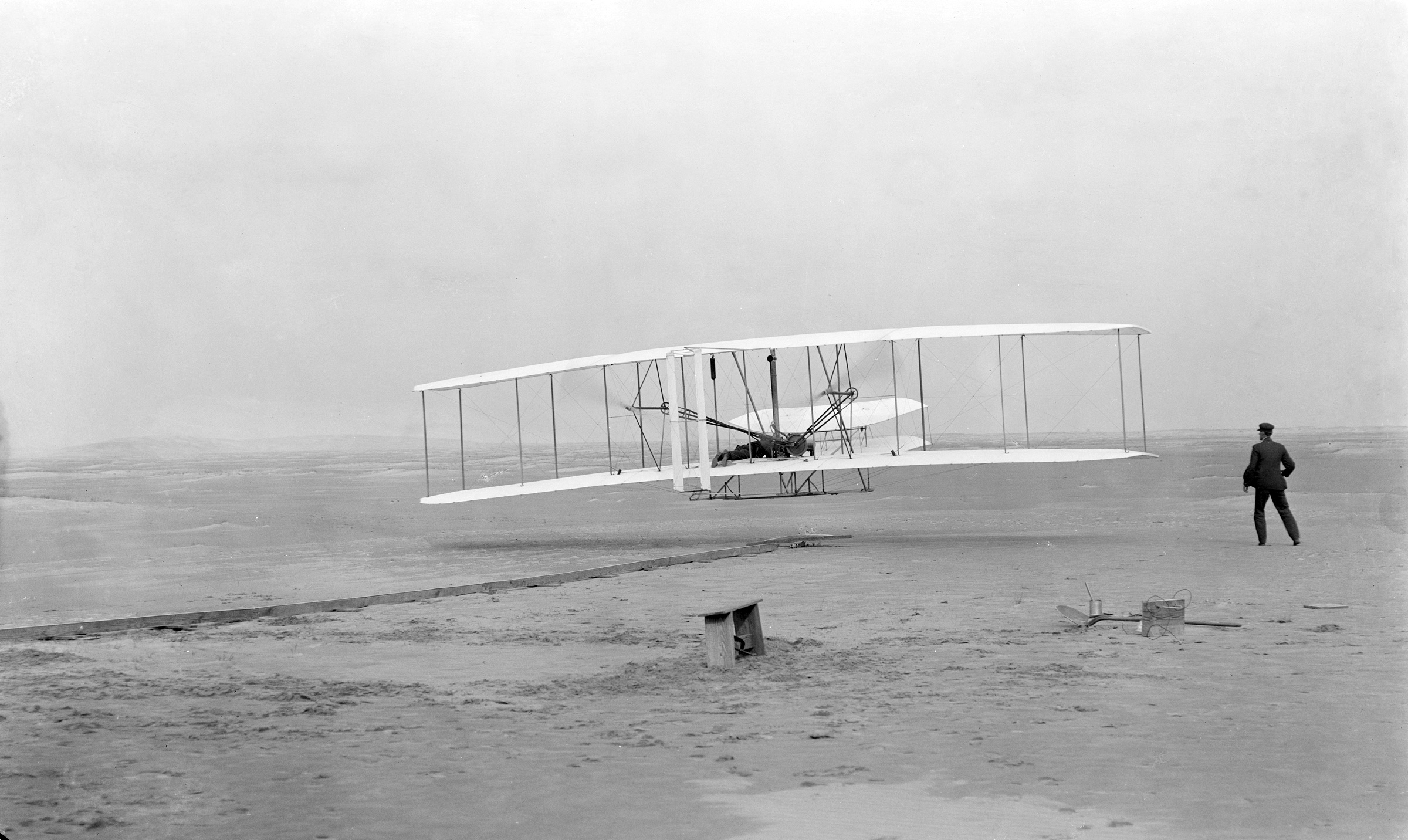
Bröderna Wright i Kitty Hawk den 17 december 1903

- Den 12 september 1906 gjorde Jacob Ellehammer den första riktiga motorflygningen i Europa. Flygningen genomfördes genom att flygplanet lättade, steg i höjd till ca 50 cm, flög framåt och tog markkontakt efter 42 meter.

- Den 25 juli 1909 var Louis Blériot den förste som flög över Engelska kanalen. Han flög i det egenkonstruerade Blériot XI och vann därigenom Daily Mails pris för förste flygning mellan Storbritannien och Frankrike.

- 1910 blev Carl Cederström den förste svenske aviatören efter utbildning i Paris för Louis Blériot. Han genomförde 1910 en flyguppvisning över Ladugårdsgärdet i Stockholm i en Blériot XI.

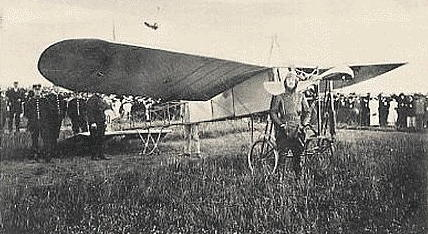
Carl Cederström 1911